# Meta-object System
Мета-объектная система в Qt framework предоставляет поддержку дополнительных возможностей в языке C++, необходимое для интроспекции и рефлексии, предоставляя класс QObject с некоторым функционалом, как базовый. Фактически подавляющее большинство классов в Qt являются наследниками этого класса и реализуют данную систему.

## Реализация
Мета-объектная система включает в себя: класс QObject, утилиту moc(Мета-Объектный Компилятор) и необязательный макрос Q_OBJECT.
1. QObject является базовым классом для всех классов Qt
2. Мета-объектный компилятор предоставляет каждому подклассу QObject необходимый код на C++, для реализации мета-объектных возможностей, с учетом наличия или отсутствия макроса Q_OBJECT. Компилятор, не изменяет исходный файл, а создает другой содержащий метаобъектный код для каждого из этих классов.
3. Макрос Q_OBJECT необходим мета-объектному компилятору. Находя данный макрос в исходном коде, компилятор объявляет некоторые функции, которые необходимы для анализа внутреннего состояния и должны быть реализованы в каждом подклассе QObject: metaObject(), tr(), qt_metacall() и некоторые другие.[2]

Допустимо использовать QObject в качестве базового класса и без макроса Q_OBJECT и без мета-объектного кода. Однако в таком случае, ни сигналы и слоты, ни другие возможности, описанные ниже, не будут доступны. С точки зрения метаобъектной системы, подкласс QObject без мета-кода аналогичен своему ближайшему предку с мета-объектным кодом. Это означает, что QMetaObject :: className () вернет не фактическое имя вашего класса, а имя класса этого предка.
Макросы, используемые Мета-Объектным компилятором для аннотации кода — это стандартные макросы C++. Они должны быть корректно распознаны любым инструментом, способным анализировать код на C++. Добавляя макрос Q_OBJECT, программист дописывает объявление нескольких функций.
Класс QObject, при наличии макроса Q_OBJECT  содержит в себе поддержку:
1. Метаобъектной информации. Она включает в себя информацию о наследовании классов, что позволяет определять являются ли классы непосредственными наследниками, а так же узнать имя класса. Предоставляется и  информация о мета-методах класса (сигналах, слотах и других вызывающихся функциях с макросом Q_INVOKABLE).
2. Динамического приведения типов с помощью qobject_cast () для классов QObject . Функция qobject_cast () ведет себя аналогично стандартной C ++ dynamic_cast() с теми преимуществами, что она не требует поддержки RTTI и работает через границы динамических библиотек. Функция пытается привести свой аргумент к типу указателя, указанному в угловых скобках, возвращая ненулевой указатель, если объект имеет правильный тип (определенный во время выполнения), или nullptr , если тип объекта несовместим.
3. Таймера, и соответственно цикл обработки событий. Дополнительно имеется механизм фильтрации, для перехвата данных событий.
4. Возможность интернационализации приложения с помощью методов QObject::tr() и QObject::trUtf8().
5. Поддержку сигналов и слотов , которые используются для связи между слабо-связанными объектами.
6. Поддержка свойств, для получения информации об объектах Qt, не из C++ кода, например из QML или Qt Script.

Использование мета-объектных систем прошло через некоторую критику. В документации Qt было дано несколько аргументов в пользу мета-объектных систем, включая плюсы генерации кода, динамичности графических интерфейсов, автоматической связи со скриптовыми языками, не добавляя ограничений и так же хорошая, производительность механизма сигналов и слотов в moc. 